# Хогія
Хогія (рум. Hoghia) — село у повіті Харгіта в Румунії. Входить до складу комуни Фелічень.
Село розташоване на відстані 215 км на північ від Бухареста, 43 км на захід від М'єркуря-Чука, 137 км на південний схід від Клуж-Напоки, 75 км на північ від Брашова.

## Населення
За даними перепису населення 2002 року у селі проживали 277 осіб, усі — угорці. Усі жителі села рідною мовою назвали угорську.